# Nicolas Vleeshouwers
Nicolas Vleeshouwers (7 augustus 1992) is een Belgisch acrogymnast. 

## Levensloop
Samen met Laure De Pryck werd hij in 2012 wereldkampioen in de categorie gemengde duo's in het Amerikaanse Orlando. Tevens wonnen ze dat jaar de wereldbekermanche's in het Portugese Maia, het Duitse Aalen en het Russische Veliki Novgorod en werden ze eindwinnaar van de wereldbeker bij de gemengde paren. In 2013 pakte het duo een bronzen medaille op de Wereldspelen in het Colombiaanse Cali.
De Vleeshouwers woont in Zulte en studeerde kinesitherapie. Hij was later actief bij Cirque du Soleil.

## Palmares
2013
- Wereldspelen - 28.790 punten

2012
- World Cup Veliky Novgorod (Rusland) - 28.370 punten
- WK - 28.250 punten
- World Cup Maia (Portugal) - 28.300 punten
- World Cup Aalen - 28.236 punten

2011
- EK voor junioren - 28.700 punten
- BK voor junioren